# 2차 양맥 전투
2차 양맥 전투는 고구려-위 전쟁 중에 245년에 중천왕이 지휘하는 군대가 고구려를 침공한 위나라 울지해의 군대를 양맥 골짜기에서 크게 물리치고 위군 8천명 이상을 목을 벤 고구려가 승리한 싸움이다.

## 전투 개요
245년 가을 8월, 위(魏)에서는 이 지역에 있던 유주자사 관구검에게 오환족과 선비족을 포함하여 고구려를 침공하였고 동천왕은 관구검에게 크게 패하여 고구려군 1만8천명을 잃고 가까스로 도주하였다. 이후 관구검은 고구려 수도 환도성을 함락 시켰다. 관구검의 침입으로 고구려가 입은 피해는 컸다. 고구려의 주력군 대부분을 잃었으며 수도였던 환도성이 불에 타고 폐허가 되었으며 수 많은 인명 피해가 있었다. 248년, 동천왕이 서거하고 그의 아들 중천왕이 즉위하였다.
259년 중천왕 12년 겨울 12월, 위나라 장수 울지해가 군사를 동원하여 고구려를 침입하였다. 중천왕은 정예 기병 5천명을 선발하여, 위(魏)군과 양맥 골짜기에서 2차 양맥전투를 벌여 위군에게 크게 이기고, 8천여 명의 머리를 베었다.

## 같이 보기
- 동천왕
- 중천왕
- 고구려-위 전쟁